# Mendaro
Mendaro és un municipi de Guipúscoa, de la comarca del Baix Deba. S'enclava en la part nord-oest, prop del límit amb Biscaia. El municipi està format per dues valls. De sud a nord ho recorre el Deba formant una vall fluvial en forma de V. En el fons de la vall hi ha algunes acumulacions al·luvials que doten a la vall de petits terrenys plans, en els quals s'assenten els barris del municipi. El segon eix del municipi ho forma la vall kàrstica d'Aranerreka o Kilimon. És una vall encaixonada, en direcció est-oest que desemboca al riu Deva, a l'altura de Mendaro. Mendaro està envoltat de muntanyes.
En el límit amb Deba es troben l'Otarre (662 m), el Gaintxipia (621 m) i el Garallutz (572 m). En el límit amb Mutriku destaca l'Arno (628 m). Una altra alçària important és Urnobitza (643 m), prop del límit amb Elgoibar.

## Etimologia
Es creu que el nom de Mendaro deriva de la paraula basca mendi, que significa bosc. El terme que apareix al final del nom aro significa en euskera època o temps; el que dona lloc a un nom estrany si es tracta de buscar una etimologia en euskera. Alguns filòlegs creuen que la paraula cercle va poder tenir en el passat el significat de vall, d'on extraurien el significat de vall entre muntanyes.

## Història
Mendaro és un dels municipis més joves de Guipúscoa, ja que la seva existència es remunta únicament a 1983. Els esments a l'existència d'un vall de Mendaro, en el punt de la vall del riu Deba on aquest confluïa amb el Kilimon, eixamplant-se i formant una vega; es remunten a l'any 1335. No obstant això la vall de Mendaro no es desenvoluparia com localitat independent sinó que seria dividida entre les viles veïnes de Mutriku (fundada en 1209), Deba (1343) i Elgoibar (1346). Mendaro passaria a ser el límit fronterer entre les tres viles, que quedaria marcat pels cursos dels rius Kilimon i Deba. Els tres barris històrics de Mendaro; Azpilgoeta, Garagarza i Mendarozabal, serien pertinences respectives de Mutriku, Deba i Elgoibar.
El primer intent de creació d'un municipi de Mendaro es dona a la fi del segle xix. En 1889 Deba cedeix el barri de Garagarza a Elgoibar amb la intenció que es creés un municipi de Mendaro, però aquest intent falla en negar-se Mutriku a la cessió del seu barri d'Azpilgoeta. Aquest fet contribuïx que Garagarza i Mendarozabal quedessin unides sota la mateixa administració i que tendissin a confondre's a partir de llavors. La creació definitiva del municipi de Mendaro es dona en 1983 quan Mutriku cedeix Azpilgoeta i Elgoibar Garagarza-Mendarozábal.

## Economia
La principal activitat del municipi és la indústria. En el municipi hi ha un parell de polígons industrials. La principal fàbrica del municipi és l'empresa R.T.S. dedicada a la fabricació de components d'automoció (ròtules), que compta amb una plantilla d'una mica més de 200 treballadors. La resta d'empreses radicades en Mendaro són una mica més d'una vintena de pimes que no superen els 50 treballadors. En l'economia local té importància la ubicació de l'Hospital Comarcal del Baix Deba a Mendaro. Aquest hospital dona servei als municipis de la comarca. La resta de comerç i serveis que es brinden en el municipi està destinat a cobrir les necessitats bàsiques d'un petit municipi de 1.500 habitants.